# Горулёв, Павел Сергеевич
Павел Сергеевич Горулёв (род. 13 декабря 1949 года) — директор Башкирского института физической культуры. Доктор педагогических наук (2004), профессор, чемпион СССР (1978), мастер спорта СССР по тяжелой атлетике (1972), заслуженный тренер России (1993), заслуженный работник физической культуры Республики Башкортостан (1997), судья международной категории по тяжелой атлетике (1995), выдающийся спортсмен Республики Башкортостан (1993).

## Биография
Горулёв Павел Сергеевич родился 13 декабря 1949 года в городе Чкалове Чкаловской области.
В 1980 году окончил Ленинградский институт физической культуры имени П. Ф. Лесгафта, был воспитанником тренера Самородова В. Н. Школы высшего спортивного мастерства.
С 1981 года является тренером, а в 1987—1997 годах — старшим тренер Школы высшего спортивного мастерства. В то же время, в 1996—1998 был главным тренером сборной команды Российской Федерации.
С 1999 года работает в должности директора Башкирского института физической культуры филиала Уральского университета физической культуры. С 1995 года является президентом Ассоциации силовых видов спорта Республики Башкортостан, в 2005 году возглавил Федерацию тяжёлой атлетики Республики Башкортостан.

## Спортивные достижения
В 1977 году стал чемпионом РСФСР, в 1978 — чемпионом СССР и РСФСР, в 1980 году бронзовым призёром чемпионата СССР в рывке. В 1978 году также стал победителем международных соревнований на Кубок «Дружба».
Под его руководством сборная команда Башкортостана стала чемпионом России и обладателем Кубка России в 1993, 1994 и 1996 годах. Среди воспитанников Горулёва свыше 10 мастеров спорта СССР и России.

## Научная деятельность
Автор более 60 научных работ, в том числе монографий и учебных пособий. Его научные работы посвящены управлению тренировочным процессом в силовых и скоростно-силовых видах спорта и другим темам.
Член редколлегии журнала «Ученые записки университета им. П. Ф. Лесгафта».

### Диссертации
- Адаптация студентов факультета физической культуры и спорта к условиям обучения в вузе: Автореф. дис. на соиск. учен. степ. к.п.н.: Спец. 13.00.04 / Горулев П. С.; [Урал. гос. акад. физ. культуры]. — Челябинск: 2002. — 22 с.; 20 см.
- Управление спортивной подготовкой женщин в тяжелой атлетике с учетом диморфических различий работоспособности : диссертация … доктора педагогических наук : 13.00.04 Челябинск, 2006 286 с., Библиогр.: с. 229—272 РГБ ОД, 71:07-13/186

### Книги и публикации
- Горулёв П. С., Румянцева Э. Р. Женская тяжелая атлетика : проблемы и перспективы : учебное пособие для студентов вузов / М. : Советский спорт, 2006. — 162 с. ISBN 5-9718-0074-4
- Горулёв П. С., Румянцева Э. Р. Спортивная подготовка тяжелоатлеток. Механизмы адаптации
- Макина Л. Р., Буйлов П. З., Горулёв П. С. Содержание и организация многолетнего процесса физической подготовки легкоатлетов с нарушением зрения, специализирующихся в беге на средние дистанции: монография / Башкирский ин-т физической культуры (Фил. ФГБОУ ВПО УралГУФК). — Уфа : БашИФК, 2012. — 124 с.
- В соавторстве — Функциональные особенности нервно-мышечного аппарата пояса верхних конечностей и особенности психического состояния у женщин среднего возраста с диагнозом шейно-грудной остеохондроз, Журнал «Ученые записки университета им. П. Ф. Лесгафта» Выпуск № 3 / 2010
- В соавторстве — Проблема подготовки специалистов в области спорта инвалидов (по результатам опроса выпускников физкультурных вузов), Журнал «Ученые записки университета им. П. Ф. Лесгафта» Выпуск № 8 / 2009

## Семья
Жена — Горулёва Любовь Андреевна. Дети — Габдюшева Ксения Павловна, Горулёв Денис Павлович.